# بئر جوف (القطن)
'

تعديل مصدري - تعديل

بئر جوف هي إحدى قرى عزلة القطن بمديرية القطن التابعة لمحافظة حضرموت، بلغ تعداد سكانها 102 نسمة حسب تعداد اليمن لعام 2004.